# Megachile atahualpa
Megachile atahualpa är en biart som beskrevs av Carlos Schrottky 1913. Megachile atahualpa ingår i släktet tapetserarbin, och familjen buksamlarbin. Inga underarter finns listade i Catalogue of Life.